# Тултаев, Пётр Николаевич
Пётр Николаевич Тулта́ев (род. 1 января 1961 года, с. Старое Синдрово, Краснослободский район, Мордовская АССР) — российский государственный деятель. Министр культуры Республики Мордовия (2001—2012), заместитель Председателя Правительства Республики Мордовия (2010—2012). С 2012 года по 2016 занимал пост Главы Администрации городского округа Саранск, 1 ноября 2016 года избран на должность Главы городского округа Саранск. 24 сентября 2021 года в связи с избранием в депутаты Госсобрания Республики Мордовия досрочно сложил полномочия Главы городского округа Саранск. Сенатор Российской Федерации с 29 сентября 2021 года. Вошёл в Комитет Совета Федерации по науке, образованию и культуре.  
Находится под персональными санкциями ЕС с 9 марта 2022 года, Великобритании — с 15 марта 2022 года, США — 30 сентября 2022 года.

## Ранняя карьера
Пётр Николаевич Тултаев окончил Мордовский государственный университет имени Н. П. Огарёва в 1983 году по специальности «мордовский язык и литература, русский язык и литература». В том же году поступил на работу в редакцию краснослободской районной газеты «Знамя труда» в качестве заведующего отделом культуры и быта. Работал корреспондентом-организатором районного радиовещания.
В 1985 — 1991 годах работал в комсомольских и партийных органах. В 1987 году окончил журналистское отделение Высшей комсомольской школы.
В начале 90-х работал заведующим отделом и редактором издания в газете «Саранский курьер».

## Государственная и муниципальная служба
Начиная с марта 1993 года трудовая биография Петра Николаевича неразрывно связана со сферой культуры. Длительное время он работал начальником отдела культуры администрации Пролетарского района Саранска, заместителем начальника отдела культуры администрации города Саранска. Затем были посты первого заместителя Министра культуры Республики Мордовия и начальника управления культуры администрации Саранска.
В 2001 году был назначен на пост Министра культуры республики Мордовия.
В сентябре 2009 года на IV съезде общероссийского общественного движения «Ассоциация финно-угорских народов Российской Федерации» был избран председателем организации.
11 марта 2010 года был назначен заместителем Председателя Правительства Республики Мордовия — Министром культуры Республики Мордовия.
С 29 мая 2012 года исполнял обязанности Главы Администрации городского округа Саранск. 19 июня 2012 года на восьмой сессии Совета депутатов городского округа Саранск пятого созыва был утвержден на эту должность.
В июне 2012 года вошёл в состав вновь образованного Совета при Президенте Российской Федерации по межнациональным отношениям. С 2012 года входит в комиссию по вопросам сохранения культурного и языкового многообразия народов России Совета при Президенте Российской Федерации по межнациональным отношениям, с 2012 по 2018 гг. являлся председателем комиссии по вопросам сохранения и развития культуры и языкового многообразия народов России этого Совета, с 2018 года — заместитель председателя комиссии по вопросам сохранения и развития культуры и языкового многообразия народов России этого Совета.
29 сентября 2021 года депутаты Государственного совета Мордовии проголосовали за наделение Тултаева полномочиями сенатора Российской Федерации, представителя от Государственного Собрания Республики Мордовия.

## Награды
- Заслуженный работник культуры Республики Мордовия (2005)[1]
- Нагрудный знак Министерства культуры и массовых коммуникаций Российской Федерации «За высокие достижения» (2008)[1]
- Орден Славы III степени «За огромный вклад в развитие национальной культуры» (2011)[1]
- Орден Славы II степени «За выдающийся вклад в социально-экономическое развитие Республики Мордовия» (2018)
- Заслуженный работник органов местного самоуправления Республики Мордовия (2020 г.)
- Благодарность Президента Российской Федерации (1 декабря 2007 года) — за активное  участие  в подготовке и проведении Международного фестиваля национальных культур финно-угорских народов[11].
- Благодарность Министра культуры и массовых коммуникаций Российской Федерации (23 марта 2006 года) — за многолетний добросовестный труд и значительный вклад в развитие культуры[12].